# Zortziko
El zortziko és el ritme de dansa tradicional d'Euskal Herria. Aquest ritme, com bé indica el seu nom, està format per vuit compassos i és un dels principals exponents de la música popular basca. L'exemple més clar és l'Aurresku. A més del ritme de dansa, sovint és el ritme de les cançons, com ocorre en els versos, com l'himne Gernikako Arbola.
Encara que també hi ha variants de les barres de 2/4 i 6/8, més habitual és la que s'escriu a la barra de 5/8, aquesta barra té tres parts de diferents longituds. El primer és un suro, mentre que els altres dos són de negres.
Els instruments musicals habituals per tocar els zortzikos eren el xiulet i el tambor. Segons algunes teories, el zortziko seria el desenvolupament del temps de 3/4 original com a resultat dels esforços dels ballarins per seguir els seus passos.
Encara que es desconeix el seu origen, és molt popular. Aita Donostia, Jesus Guridi, Pablo Sorozabal, Jose Maria Usanditzaga, Joaquín Turina, Isaac Albéniz... els músics han utilitzat sovint les seves bandes de música, orquestres simfòniques o musicals de piano. Els zortzikos de Pablo Sarasate mereixen una atenció especial: per exemple, Caprice Basque ("el caprici del País Basc") en els harmònics del violí per imitar el so del xiulet.